# Llengua planificada

Bandera de les llengües planificades, símbol de la construcció lingüística creat per subscriptors de la llista Conlang de correu electrònic, que representa la Torre de Babel sobre un sol naixent

Una llengua planificada, dissenyada, artificial o construïda és una llengua la fonologia, la gramàtica i el vocabulari de la qual han estat dissenyats de manera conscient, pensada i planificada per un individu o grup, en lloc d'haver evolucionat naturalment. Hi ha diverses raons possibles per construir una llengua: per facilitar la comunicació humana internacional (vegeu llengua auxiliar i codi), per donar a la ficció o a un món construït associat una capa addicional de realisme, per a l'experimentació lingüística, per a la creació artística o per als jocs lingüístics.
Aquest article tracta de les llengües "planificades" o "construïdes", dissenyades per a la comunicació humana. El terme llengua artificial també pot referir-se a les llengües que sorgeixen naturalment fora dels estudis experimentals en el marc de l'evolució del llenguatge artificial, implicant màquines, dins de la intel·ligència artificial.

## Planificada, construïda, artificial

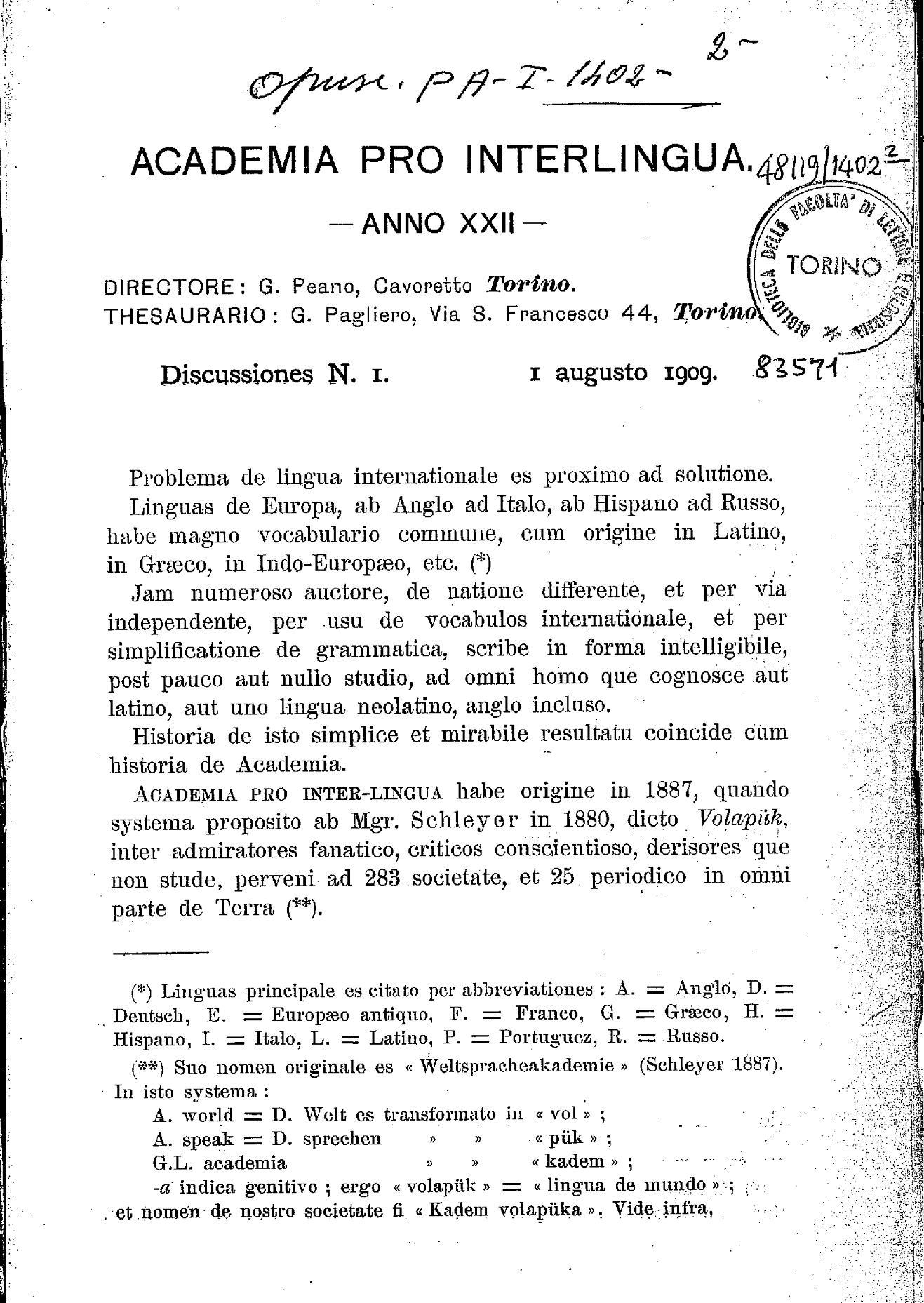
Text escrit en latino sine flexione

Els termes "planificada", "construïda" i "artificial" s'utilitzen de manera diferent en algunes tradicions. Per exemple, pocs parlants d'interlingua consideren artificial la seva llengua, ja que afirmen que el seu contingut no és inventat: el vocabulari d'interlingua s'agafa d'un petit conjunt de llengües naturals, i la seva gramàtica està basada estretament en aquests idiomes d'origen, fins i tot incloent-hi un petit grau d'irregularitat; els seus proponents prefereixen descriure el seu vocabulari i gramàtica com a estandarditzats en lloc d'artificials o construïts. De la mateixa manera, latino sine flexione és una simplificació del llatí de la qual s'han eliminat les flexions.
Igual que amb interlingua, alguns prefereixen descriure el seu desenvolupament com "planificat" en lloc de "construït". Alguns parlants d'esperanto i ido també eviten el terme "llengua artificial", ja que neguen que hi hagi res d'"antinatural" quant a l'ús de la seva llengua en la comunicació humana.
Per contra, alguns filòsofs han argumentat que tots els llenguatges humans són convencionals o artificials. François Rabelais, per exemple, va declarar: "És impropi dir que tenim una llengua natural; les llengües són per institució arbitràries, i convencions dels pobles".

## Característiques i classificació

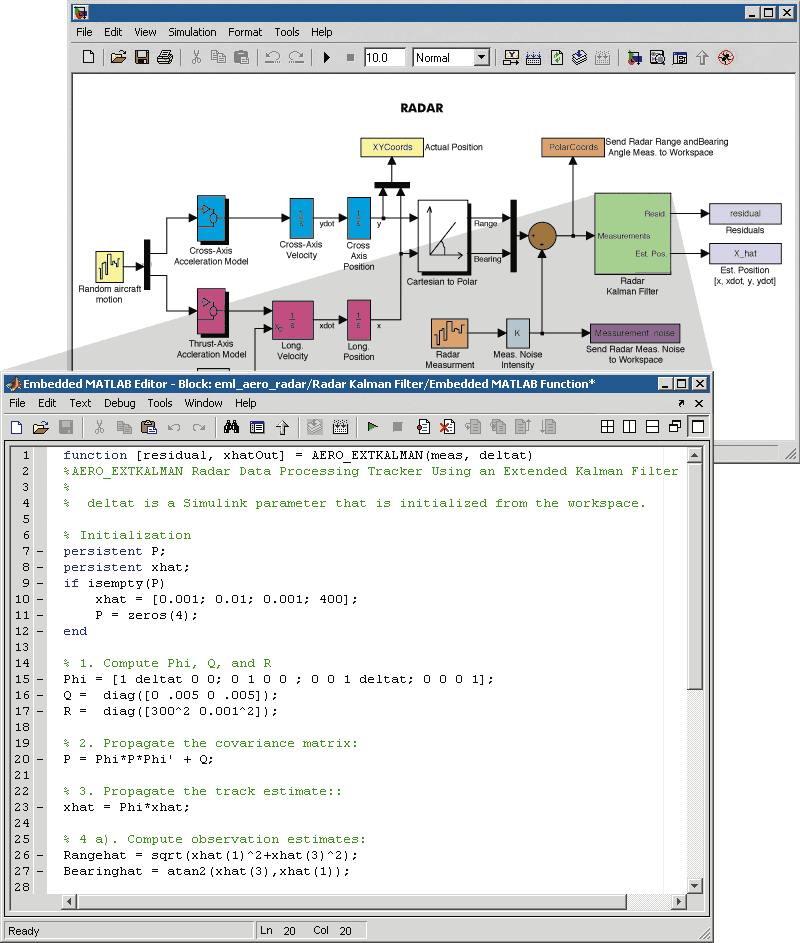
Diagrama de blocs en simulink programat amb matlab, molt usat en enginyeria

Les llengües construïdes poden ser creades per a un tipus de comunicació especial, com els llenguatges d'enginyeria o formalismes com la lògica (logillengües o llengües lògiques), o per tal de simplificar la comunicació entre éssers humans (llengües auxiliars) com l'esperanto, la llengua construïda més difosa. Aquests tipus de llengües acostumen a tenir com a base un o diversos llenguatges naturals; tot i que no pertanyen a cap comunitat concreta. Això permet una major igualtat entre els parlants, ja que en contrast amb les llengües franques (com l'anglès) d'entrada no tenen parlants nadius.
D'altra banda, també existeixen llenguatges artístics (artillengües), molt freqüents en la literatura fantàstica i la ciència-ficció. En aquests idiomes el que es pretén és crear un plaer estètic en el sentit de reflectir amb la llengua artificial un tret particular dels presumptes parlants. Alguns aficionats a les obres en què apareixen acaben aprenent aquestes llengües.
Les llengües artificials es poden classificar en llengües a priori si són creades de zero en tots els seus components o a posteriori si parteixen d'una llengua ja existent: no les confongueu amb el pidgin.

### Llengües planificades experimentals

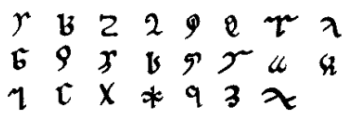
Alfabet de la lingua ignota (Litterae ignotae) d'Hildegarda von Bingen

Creades amb una voluntat d'un lògic i sovint seguint una visió filosòfica concreta:
- Ars magna, la llengua creada per Ramon Llull, primera llengua auxiliar com a formalisme de la lògica.
- Lingua ignota, idioma místic que apareix en els escrits d'Hildegarda von Bingen al segle xii: intenta imitar el llenguatge dels àngels.
- Solresol, creada per Jean François Sudre a la primera meitat del segle xix. Aquesta llengua també es pot classificar entre les llengües auxiliars internacionals.
- Toki pona, creada per la traductora Sonja Elen Kisa, va ser publicada a la xarxa l'any 2001. La idea inicial era crear la llengua més fàcil del món, més senzilla encara que les llengües inventades existents.

### Llengües auxiliars planificades

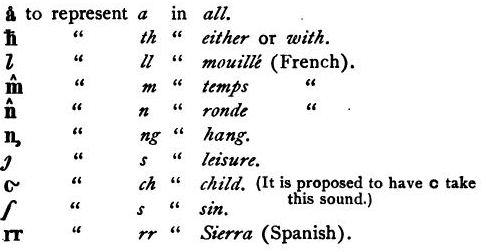
Algunes lletres de l'alfabet volapük

- La llengua creada per Johannes Tritemius, primer intent de reduir totes les llengües a una de sola que servís de comunicació internacional.
- Volapük, primera llengua auxiliar d'ús estès.
- Esperanto: és la llengua planificada amb més parlants,[3] creada per L. L. Zamenhof a la darreria del segle xix.
- Neollatí, creat el 2006 com una versió reformada del llatí per facilitar la comunicació entre els parlants de llengües romàniques.
- Ido, creat com una versió reformada de l'esperanto pel matemàtic francès Louis Couturat.
- Interlingue, anomenada "llengua occidental" als seus inicis, va ser creada per Edgar von Wahl en el si del moviment esperantista.
- Interlingua, creada per un equip de lingüistes professionals amb l'objectiu de ser comprensible a primera vista, sense necessitat d'estudi previ, pels parlants de les llengües romàniques.
- Kotava, creada per Staren Fetcey el 1978, una llengua a priori.
- Latino moderne, creada per David Stark el 1996 i basada en la interlingua.
- Lingua franca nova, creada per C. George Boeree i publicada el 1998. S'inspira en el pidgin com a lingua franca i es basa en llengües romàniques, incloent-hi el català.[4]
- Lojban, creada pel Logical Language Group el 1987 basant-se en una d'anterior, el loglan.
- Intereslau, una llengua auxiliar zonal pels parlants de les diverses llengües eslaves.

### Llengües planificades artístiques

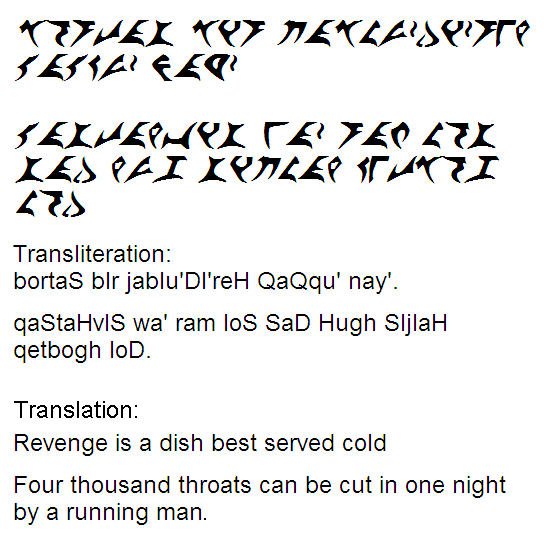
Dues frases exemple en klingon, la seva transliteració i una traducció a l'anglès

Les llengües planificades no són rares en el món artístic, sigui per escrit o orals, en àmbits que inclouen la performance, les arts escèniques, les audiovisuals, les sonores, els videojocs, el còmic o la literatura.
Alguns dels exemples més coneguts són les llengües de la Terra Mitjana creades per J. R. R. Tolkien com a part d'Arda, un món fictici de la literatura moderna i de les quals destaquen les llengües èlfiques, i el quenya n'és la més utilitzada; i el klingon, llengua creada per Marc Okrand per a la sèrie Star Trek; més modernament, han guanyat popularitat l'alt valiri i el dothraki, creades per George R. R. Martin per a la seva saga Cançó de gel i foc.

### Pel seu origen
Les llengües artificials solen dividir-se en dos tipus, segons l'origen del seu vocabulari o la seva gramàtica: llengües a priori i llengües ''a posteriori''. Una llengua a priori és aquella la gramàtica o el vocabulari de la qual es creen o s'inventen sense referència a cap llengua natural. Una llengua a posteriori és aquella la gramàtica i el vocabulari de la qual es deriven d'una o de diverses llengües existents. Aquesta categorització, no obstant això, no és absoluta, ja que moltes llengües construïdes poden denominar-se a priori quan es tenen en compte alguns factors lingüístics i, al mateix temps, a posteriori quan es consideren altres factors.

#### Exemples de llengües artificialsa priori

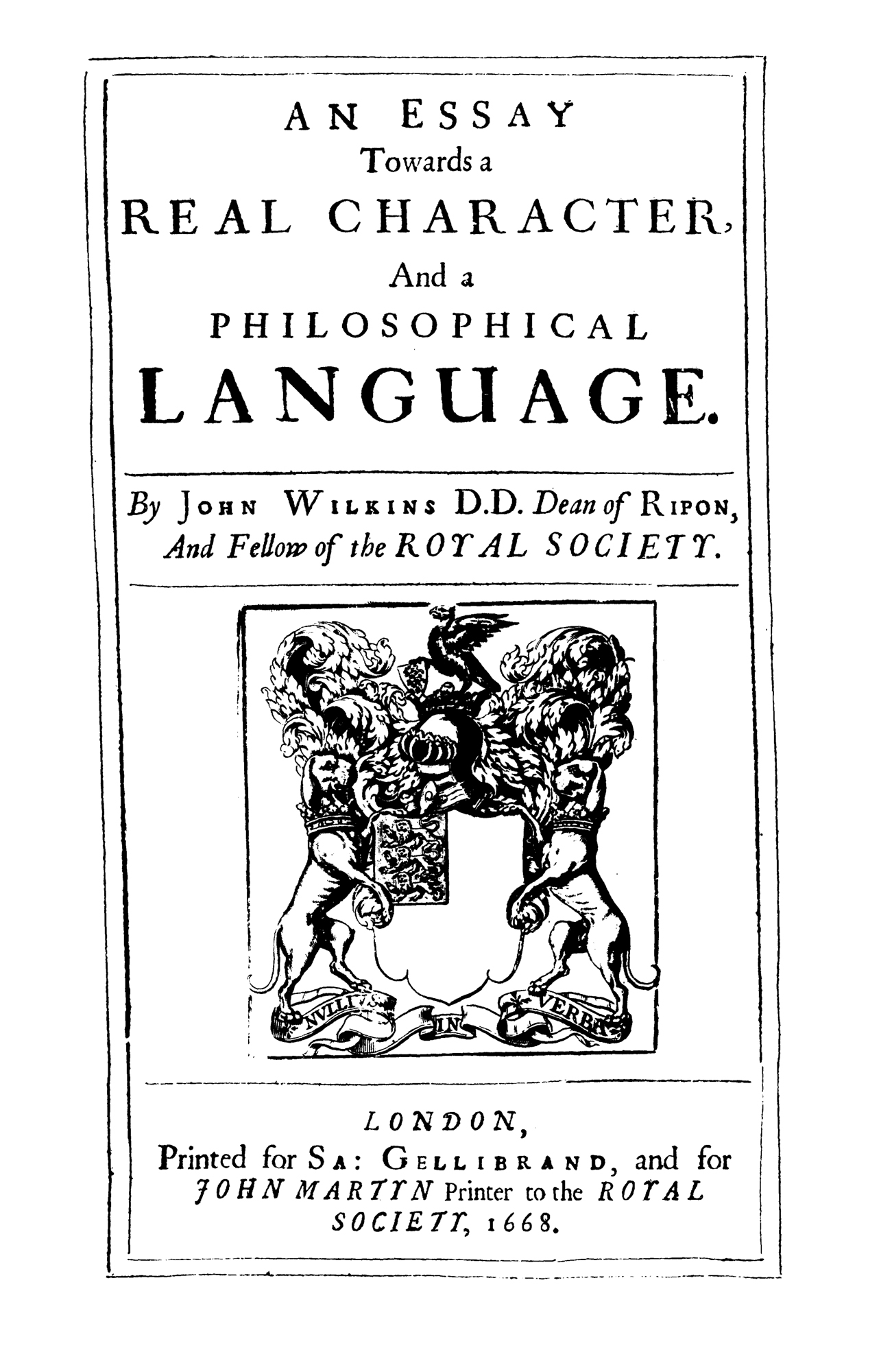
An essay towards a real character, and a philosophical language (Assaig per a un caràcter real, i una llengua filosòfica), de John Wilkins.

El lojban és una llengua amb gramàtica i vocabulari a priori, perquè si bé els seus morfemes bàsics procedeixen d'elements comuns o combinats dels cinc idiomes més parlats (xinès, anglès, espanyol, hindi i àrab), aquests es reconstrueixen segons les normes fonètiques i gramaticals que es prescriuen. Això, juntament amb el fet que la seva gramàtica busca semblar-se a la lògica simbòlica, és completament apriorístic.
La llengua universal de Sotos Ochando també és un idioma a priori i el mateix diversos intents de llengües filosòfiques, com els de John Wilkins (Essay towards a Real Character, and a Philosophical Language, de 1668) i de George Dalgarno (Ars Signorum, de 1661).
Algunes llengües auxiliars internacionals s'han construït "a priori". És el cas de solresol, creat en 1862 pel francès François Sudre, i de kotava, creat en 1978 per Staren Fetcey.

#### Exemples de llengüesa posteriori
Les llengües a posteriori es poden classificar en esquemàtiques i naturalistes. Esquemàtiques són les que prenen els elements bàsics de la llengua des de les llengües naturals i es regularitzen segons un esquema predeterminat. Són naturalistes quan tracten de no ser molt diferents de les llengües naturals, sobretot en el seu vocabulari, sinó una cosa similar per a facilitar el seu enteniment ràpid, fins i tot sacrificant en part la regularitat.
El procés de selecció de vocabulari pot ser més o menys sistemàtic. La interlingua de IALA utilitza un procés sistemàtic de selecció basat en quatre llengües bàsiques i dues llengües de control. S'adopta tota paraula comuna a almenys tres dels idiomes bàsics: castellà, francès, anglès i italià i si només és comú a dos d'aquests idiomes, presa l'alemany i el rus com a control per a decidir quina paraula adoptar.
L'esperanto és també una llengua a posteriori malgrat no tenir un sistema mecànic per a seleccionar el vocabulari i que conté diversos elements inventats o a priori.
El pierciscà és un idioma creat en 2013 que té l'objectiu de servir com a mitjà de comunicació entre els països de llengües romanços sense necessitat d'usar l'anglès.
Entre les llengües ficcionals i fictícies existeixen també dos tipus de llengües a posteriori.
Del primer grup és exemple Tolkien, qui va definir una família de llengües partint d'una llengua mare (a priori) i derivant llengües filles utilitzant processos de derivació similars als naturals. Aquestes llengües derivades són per això a posteriori. Aquest procés de derivació s'ha aplicat a llengües existents per a crear «idiomes del futur» o llengües ficcionals, com el brithenig, que seria la llengua que parlarien en l'oest d'Anglaterra si el llatí hagués sobreviscut fins als nostres dies.
Exemple de l'altre tipus de llengües ficcionals a posteriori és el recurs utilitzat a La Guerra de les Galàxies, que consisteix a usar elements de gramàtica i vocabulari de llengües indígenes poc conegudes per a després combinar-los en formes poc recognoscibles.
Un tipus especial de llengües a posteriori són les llengües controlades, que són adaptacions d'idiomes naturals buscant una gramàtica simple i un vocabulari reduït per a permetre que més persones, que no siguin parlants natius de l'idioma basi, puguin amb poc estudi llegir o escoltar textos en la llengua controlada, com per exemple l'anglès bàsic. Un altre exemple és l'anglo rom, una llengua recentment inventada el vocabulari de la qual es construeix partint de les arrels del llatí i que es regeix per només 19 regles.

## Lingüística
Les llengües naturals solen classificar-se segons criteris filogenètics i tipològics.
El primer d'aquests, el filogenètic, no s'aplica generalment a les llengües artificials per tractar-se de creacions humanes deliberades i no derivar aquestes llengües de cap ancestre o protollengua comuna, però a vegades les llengües artificials es creguin molt deliberadament com a evolucions d'un ancestre construït i, en aquest cas, sí que podria aplicar-se el criteri filogenètic o mètode comparatiu.
El segon, el criteri tipològic, per contra, sempre és perfectament aplicable a totes les llengües artificials. En aquest sentit, les llengües construïdes són pràcticament tan variades com les llengües naturals, encara que en moltes d'elles han predominat els trets tipològics de les llengües europees i indoeuropees, com succeeix en el volapük (1879), l'esperanto (1887), el llatí sine flexione (1903), etc. Altres llengües construïdes d'èxit com el klingon, un dels creadors del qual, Marc Okrand, va treballar sobre l'idioma mutsun llengua indígena de Califòrnia de la família uti, sembla tenir característiques reminiscents d'aquesta llengua indígena.

## Propietat de llengües planificades
És controvertida la qüestió de si una llengua construïda pot o no ser propietat o estar protegida per les lleis de propietat intel·lectual, o si fins i tot seria possible fer complir aquestes lleis.
En una demanda de 2015, CBS i Paramount Pictures van impugnar un projecte de pel·lícula de fans anomenat Axanar afirmant que el projecte infringia la seva propietat intel·lectual, que incloïa la llengua klingon, entre altres elements creatius. Durant la controvèrsia, Marc Okrand, el dissenyador original de la llengua, va expressar els seus dubtes sobre si les reclamacions de propietat de Paramount eren vàlides.
David J. Peterson, lingüista creador de diverses llengües construïdes molt conegudes, com el valyri i el dothraki, va defensar una opinió similar: "Teòricament, qualsevol pot publicar qualsevol cosa utilitzant qualsevol llengua que jo hagi creat i, al meu entendre, ni jo ni ningú hauria de poder fer res sobre aquest tema".
No obstant això, Peterson també va expressar la seva preocupació per la possibilitat que els respectius titulars dels drets, independentment de si la seva titularitat és legítima o no, demandin a les persones que publiquin material en aquestes llengües, especialment si l'autor pot beneficiar-se d'aquest material.
A més, en la plataforma d'aprenentatge d'idiomes Duolingo s'ha publicat material didàctic complet sobre llengües construïdes com l'alt valyri i el klingon, de lliure accés, però aquests cursos estan autoritzats pels respectius titulars dels drets d'autor. Atès que fins ara només s'han produït uns pocs litigis d'aquest tipus, el consens jurídic sobre la propietat de les llengües continua sent incert.
El Centre Aborigen de Tasmània reclama la propietat de Palawa kani, un intent de reconstrucció composta de fins a una dotzena de llengües indígenes extintes de Tasmània i ha demanat a Wikipedia que elimini la seva pàgina sobre el projecte. No obstant això, aquesta reclamació manca de suport legal.